# Frank Holzer
Frank Holzer (* 5. März 1953 in Neunkirchen) ist ein ehemaliger deutscher Fußballspieler und -trainer.

## Karriere

### Spieler
Holzer begann mit dem Fußballspielen in der Jugendabteilung des DJK Elversberg. Später wechselte er zum 1. FC Saarbrücken. Mit den Saarbrückern gelang ihm der Sprung in die Erstklassigkeit. Bis zur Einführung der 2. Bundesliga spielte Holzer mit den Saarländern in der Regionalliga Südwest. In der Saison 1975/76
wurde unter Trainer Slobodan Čendić die Meisterschaft in der Südstaffel gefeiert. Holzer verließ Saarbrücken und folgte dem Lockruf von Branko Zebec, dem Trainer von Eintracht Braunschweig. Mit der Eintracht spielte Holzer bis zum Ende der Saison 1979/80 in der Bundesliga. Danach beendete er seine Karriere als Spieler.

### Trainer
Nach seiner Karriere als Spieler übernahm Holzer das Traineramt bei Viktoria Hühnerfeld und dem Saar 05 Saarbrücken. In den Saisons 1991/92, 1992/93, 1994/95, 1995/96 und 1996/97 war er Interimstrainer der SV 07 Elversberg.

## Sonstiges

### Sport
Holzer war ab Herbst 1989 Präsident der SV 07 Elversberg, bis sein Sohn Dominik das Amt übernahm. Aktuell ist er Aufsichtsratsvorsitzender des Vereins.

### Privat
Holzer hat ein Pharmaziestudium abgeschlossen und anschließend den Arzneimittelhersteller Ursapharm als Leiter übernommen.  Er ist verheiratet und hat zwei Söhne.